# محمد ضيف الله محمد
محمد ضيف الله محمد (و.1945 – 2010م) هو عسكري ووزير دفاع يمني سابق. تولى منصب وزير الدفاع في حكومة فرج بن غانم وذلك خلال الفترة 15 مايو 1997–16 مايو 1998، ثم في حكومة الإرياني خلال الفترة 16 مايو 1998–4 أبريل 2001.

## حياته والمناصب التي شغلها[4]
كان أحد المدافعين عن صنعاء إبان حصار السبعين.
التحق بالحرس الوطني بعد قيام الثورة مباشرة وذلك في أكتوبر 1962م، وشارك في الدفاع عن الثورة اليمنية 26 سبتمبر في مختلف المناطق.
عُين بعد تخرجه من كلية الطيران نائباً لقائد سرب المقاتلات،
بعد تخرجه من الدراسة الأكاديمية عين قائداً للقوات الجوية .
وفي أواخر عام 1986م عين نائباً لقائد القوات الجوية .
عين قائدًا للواء تعز وقائد المحور الجنوبي والمنطقة الجنوبية ونائب رئيس هيئة الأركان العامة ووزير الدفاع.
عين عام 2001م عضواً في مجلس الشورى ورئيساً للجنة الدفاع والأمن بالمجلس.
حاصل على عدد من الأوسمة، منها وسام 26 سبتمبر ووسام الوحدة ووسام البطولة، كما حصل على وسام الخدمة ووسام الواجب ووسام الشرف كما حصل على وسام النجمة من جمهورية الصومال الشقيقة.

## وفاته
توفي في 28 ديسمبر 2010م في إحدى مستشفيات العاصمة المصرية القاهرة بعد صراع مع المرض، ودفن في صنعاء.
| المناصب السياسية       | المناصب السياسية                                   | المناصب السياسية        |
| ---------------------- | -------------------------------------------------- | ----------------------- |
| سبقه                   | وزير الدفاع اليمني (6) 16 مايو 1998 - 4 أبريل 2001 | تبعه عبد الله علي عليوة |
| سبقه عبد الملك السياني | وزير الدفاع اليمني (5) 15 مايو 1997 - 16 مايو 1998 | تبعه                    |